# Ulrika distrikt
Ulrika distrikt är ett distrikt i Linköpings kommun och Östergötlands län. 
Distriktet ligger sydväst om Linköping. 

## Tidigare administrativ tillhörighet
Distriktet inrättades 2016 och utgörs av socknen Ulrika i Linköpings kommun.
Området motsvarar den omfattning Ulrika församling hade vid årsskiftet 1999/2000.